# Wisła
Wisła ([ˈviswa]ⓘ en checo: Visla; en alemán: Weichsel) es una ciudad situada en el sur de Polonia. Tiene 11 000 habitantes (datos del 2017). Se encuentra en los montes Beskidy, a orillas del río Vístula, en la frontera con la República Checa y muy cerca de Eslovaquia.
Se encuentra situada en el distrito de Cieszyn del voivodato de Silesia (desde 1999), anteriormente en voivodato de Bielsko-Biała (1975-1998).
Es la ciudad natal del saltador de esquí Adam Małysz (1977-).

## Historia
Los primeros habitantes llegaron a finales del siglo XVI desde tierras bajas en torno de Cieszyn; se trataba en su mayoría de  pastores de Valacos desde llegados del este.
Fue mencionada por primera vez en 1615. Pertenecía políticamente al Ducado de Teschen, un feudo del Reino de Bohemia, un parte de Silesia de la Monarquía de los Habsburgo de Austria.
Desde sus orígenes se trataba de una ciudad protestante que resistía a la Contrarreforma gracias a su ubicación en las montañas. Desde del mitad del siglo XIX también se desarrolló como un lugar de veraneo.
Después de la caída del Imperio austrohúngaro y la guerra checoslovaco-polaca de Silesia en 1919, por decisión del Consejo de Embajadores en 1920, pasó a formar parte de Polonia.
Durante la Segunda Guerra Mundial fue anexionada al Tercer Reich.
Recibió los derechos urbanos en 1962.

## Ciudades hermanadas
Wisła está hermanada con:
- Bully-les-Mines
- Čoka
- Hukvaldy
- Jastarnia
- Rheinhausen